# Polycarpa aurata
Espèce
Polycarpa aurata est une espèce de tuniciers de la famille des Styelidae.

## Répartition
Cette espèce du Pacifique indo-occidental est strictement tropicale et se rencontre dans des eaux de 3 à 20 m de profondeur. Son signalement le plus méridional est l'extrémité sud de la Grande Barrière de Corail. Elle est présente en Australie, au Sri Lanka, en Nouvelle Guinée, en Indonésie, dans les Îles Carolines, aux Palaos et aux Philippines. Elle se rencontre également dans les États fédérés de Micronésie.

## Description

### Anatomie externe

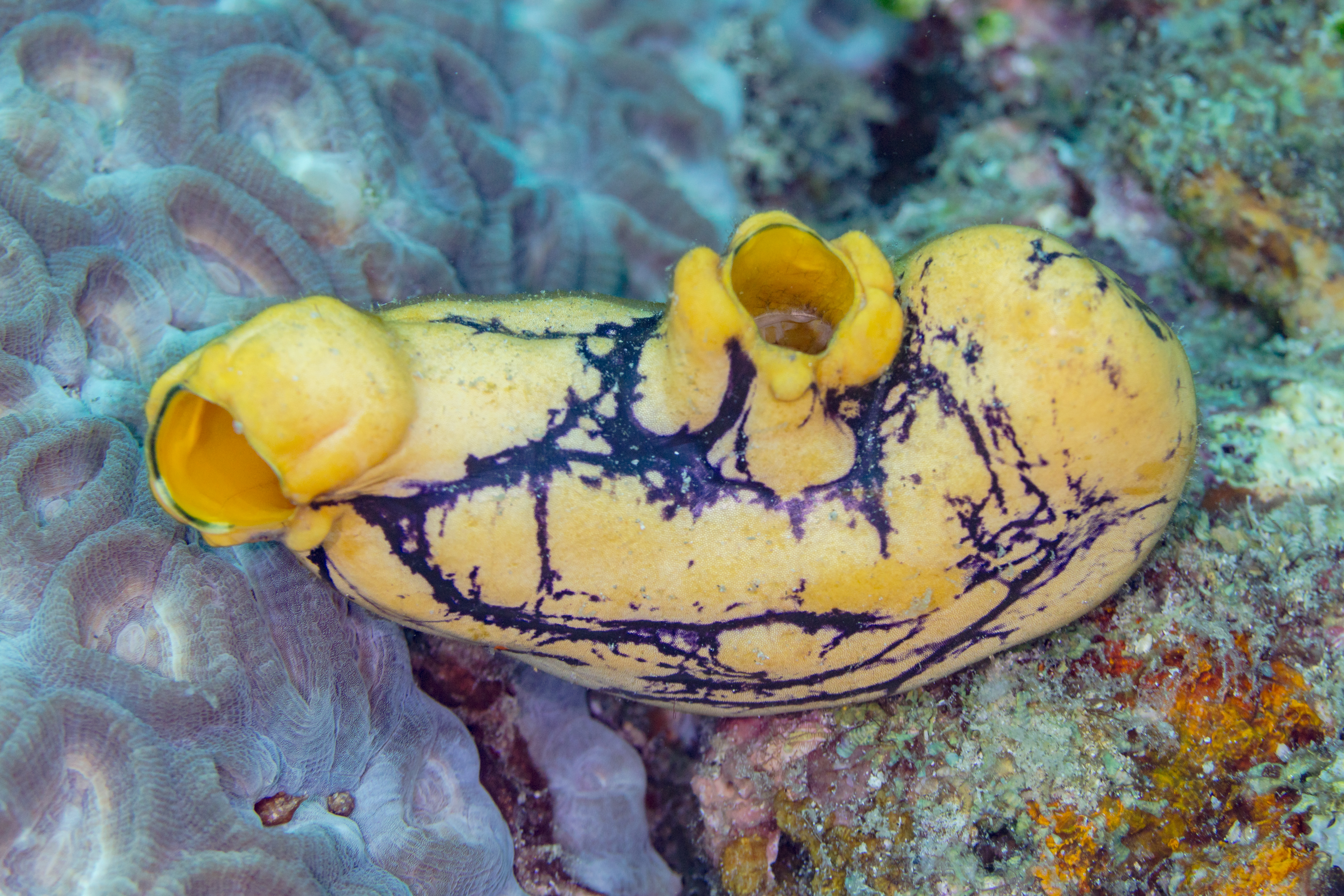
Polycarpa aurata (Anilao, Philippines).

Polycarpa aurata est une espèce globuleuse ayant ses siphons à l'extrémité de deux tubes allongés résultant de quatre folioles triangulaires qui forment une croix de Malte. Le tube le plus gros est le plus élevé.

Elle est de couleur "aurore" (d'où son épithète), jaune orangé ou blanc opaque ou crème, un peu foncé avec des bandes verticales violettes ou pourpres sur les tubes. Une de ces bandes orne la base de l'animal. La paroi du siphon est jaune vif.

Les individus sont grands et solides et mesurent jusqu'à 10 cm de long. Le corps est légèrement aplati latéralement et fortement incurvé le long de l'axe longitudinal avec une profonde concavité sur la face dorsale d'où émerge l'ouverture auriculaire. Des plis profonds entrecoupés de crêtes larges et arrondies s'étendent depuis l'ouverture branchiale parallèlement à la large courbe du bord ventral mais s'estompent généralement sur l'extrémité postérieure large et arrondie du corps. Les individus sont fixés par une zone sur le bord postéro-ventral à mi-ventral où un pédoncule court et large se développe parfois pour soulever l'animal orienté horizontalement du substrat. Le corps se rétrécit vers l'ouverture branchiale à une extrémité, tandis que l'autre extrémité (la postérieure) est large et arrondie. Elle s'étend dorsalement presque à angle droit par rapport à l'axe long de la partie antérieure du corps pour souligner la concavité dorsale. Les ouvertures se trouvent sur des siphons assez courts mais bien visibles et profondément sillonnés. Le test est coriace, épais et lisse, sans incrustations ni épibiontes.

### Anatomie interne
La paroi du corps est mince et adhère étroitement au test. Des muscles fins mais assez irréguliers partent des siphons et de la région entre les siphons pour former une couche continue qui s'estompe sur le bord ventral. Les tentacules branchiaux sont très espacés. Chez les grands spécimens, il n'y en a souvent que dix avec quelques minuscules tentacules rudimentaires. Ils sont plus nombreux chez les petits spécimens. Le tubercule dorsal est large et remplit complètement la zone péri-tuberculaire. Les très nombreuses ouvertures du canal neural prennent la forme de fentes ponctuées ou allongées. Les plis branchiaux sont plutôt étroits mais plats et ne se chevauchent pas. Les vaisseaux longitudinaux internes sont au nombre de 17 à 25, resserrés à l'exception de trois à cinq qui sont plus espacés entre les plis. Il y a jusqu'à douze stigmates par maille. Les plis sont profondément incurvés et la lamelle dorsale est courte par rapport à la longueur de l'endostyle et à la large courbe ventrale du corps.

L'intestin forme une boucle assez étroite et profondément incurvée autour de la large extrémité postérieure du corps. L'estomac, plissé à l'intérieur, est long et cylindrique. Il occupe presque toute la branche ascendante de l'anse intestinale. Il se rétrécit légèrement à l'extrémité pylorique où il s'ouvre sur le gros intestin (qui a un diamètre uniforme sur toute sa longueur). Le rectum s'étend vers l'avant jusqu'à la base du siphon auriculaire. L'ouverture anale est bordée de dix lobes parfois irrégulièrement arrondis. Un ligament maintient fermement la partie médiane de l'estomac à la paroi du corps et une connectique gastro-intestinale bien visible part de la partie pylorique de l'estomac.

Les gonades sont dispersées et profondément enfoncées dans la paroi du corps. Elles sont arrondies à irrégulières et de taille variable. Chaque gonade est composée principalement d'un cercle d'ovaires, chacun à angle droit par rapport à la surface de la paroi du corps et chacun avec un canal central qui s'ouvre dans la cavité auriculaire. Des follicules testiculaires non ramifiés, en forme de massue, sont présents en cercle autour de chaque ovaire et leurs canaux convergent vers un canal commun qui s'ouvre avec celui de l'ovaire associé parmi les endocarpes de la paroi du corps. Chaque gonade s'étend sur la paroi du corps. Les gonades adjacentes semblent parfois confluentes. La disposition principalement circulaire des ovaires dans chaque gonade composée tend à disparaître avec la maturité. Jusqu'à sept endocarpes hauts sont enfermés dans l'anse intestinale. Des endocarpes anguleux sont également présents ici et là sur la paroi du corps, mais ils ne sont pas entassés. La paroi corporelle recouvrant les gonades est également produite en endocarpes plus courts.

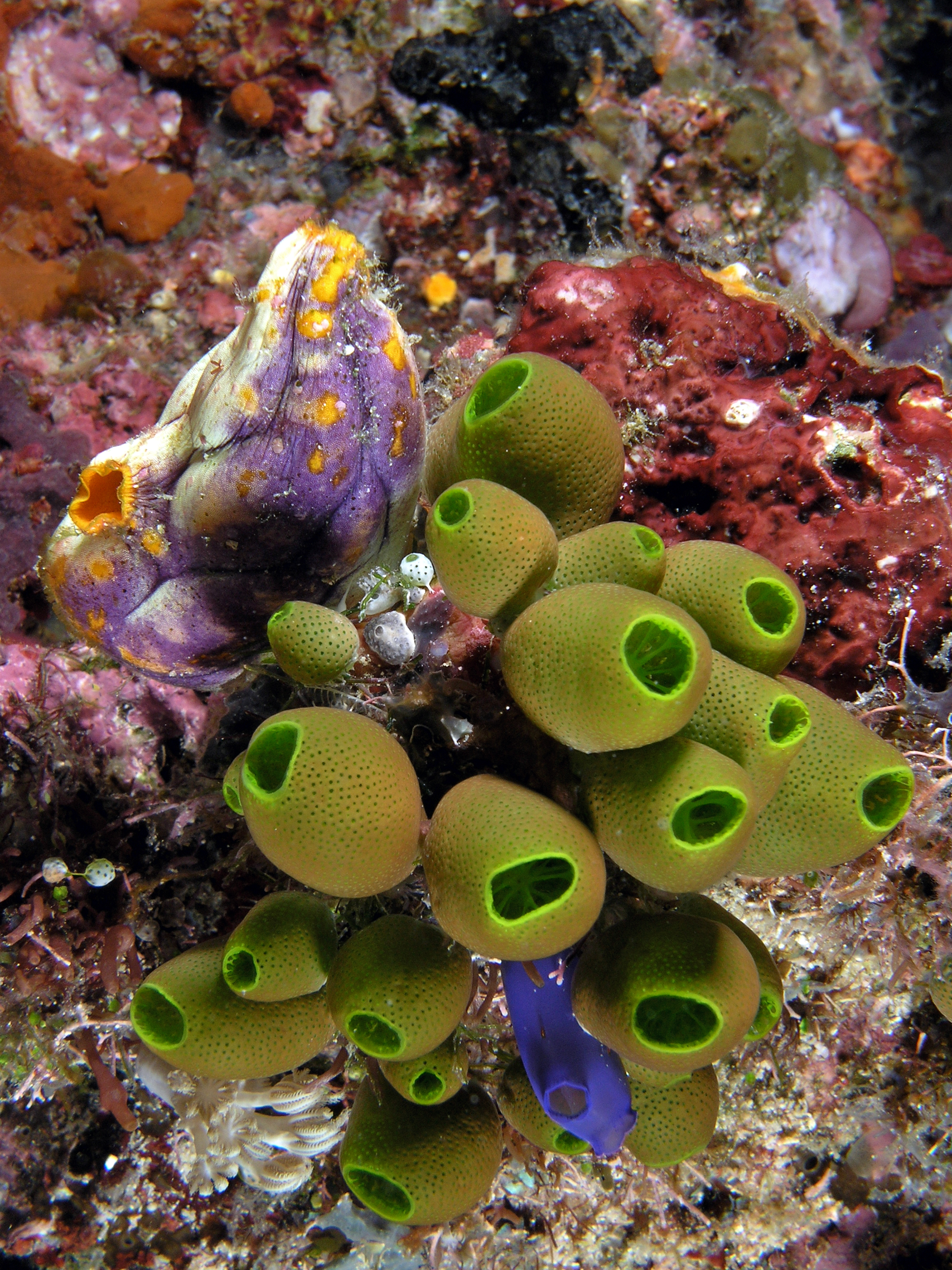
Espèces d'ascidies au parc national de Komodo, Atriolum robustum (vert), Polycarpa aurata (violet et jaune) et Rhopalaea spp. (bleu).

## Éthologie

### Reproduction
Polycarpa aurata est un géniteur solitaire qui produit des larves nageant librement, semblables à des têtards, qui ont une courte durée larvaire pélagique d'une moyenne de 12 heures avant la colonisation.

### Symbiose
La crevette Odontonia katoi est un hôte symbiotique de Polycarpa aurata.

## Galerie

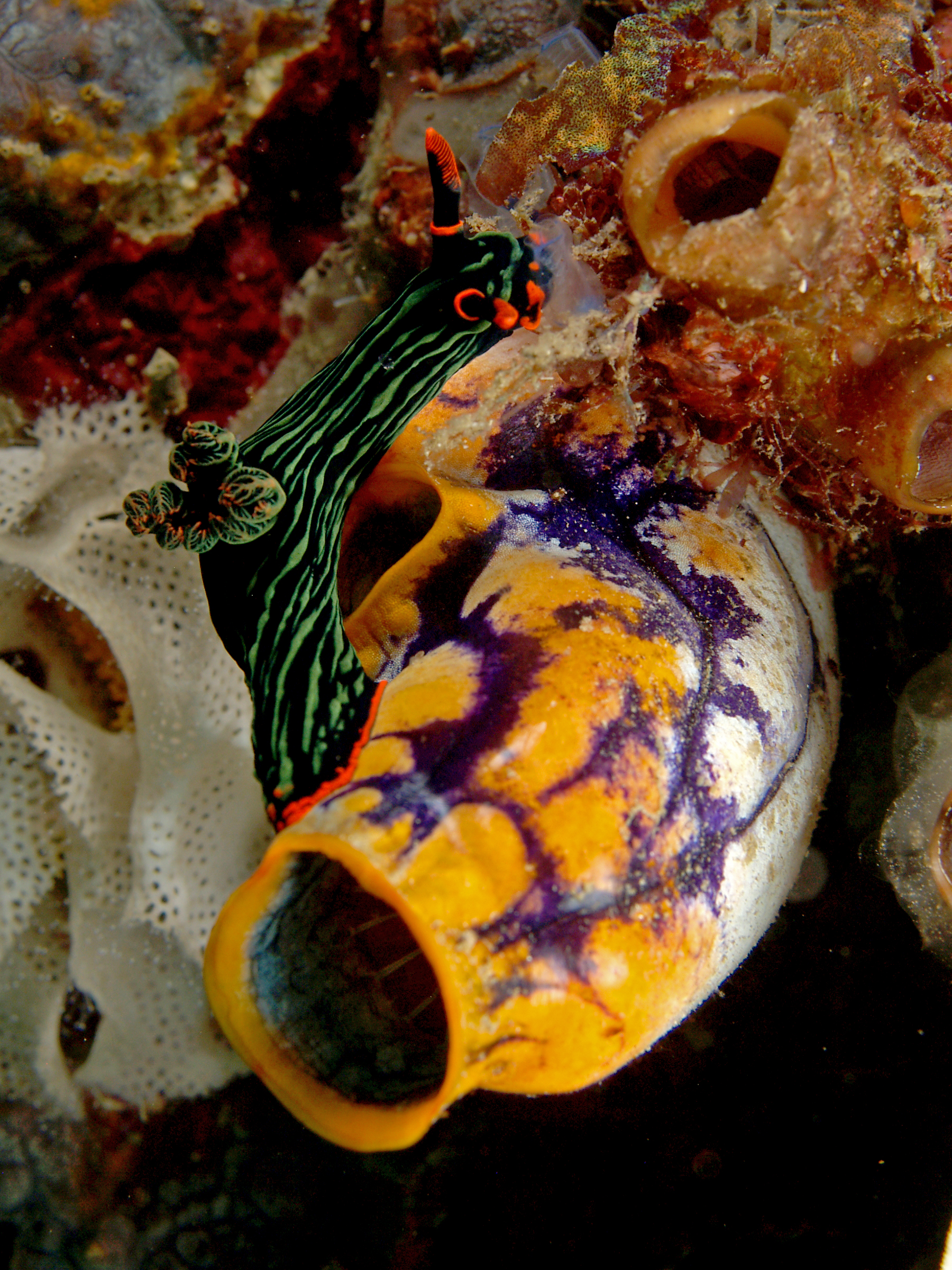
Nembrotha kubaryana sur Polycarpa aurata.
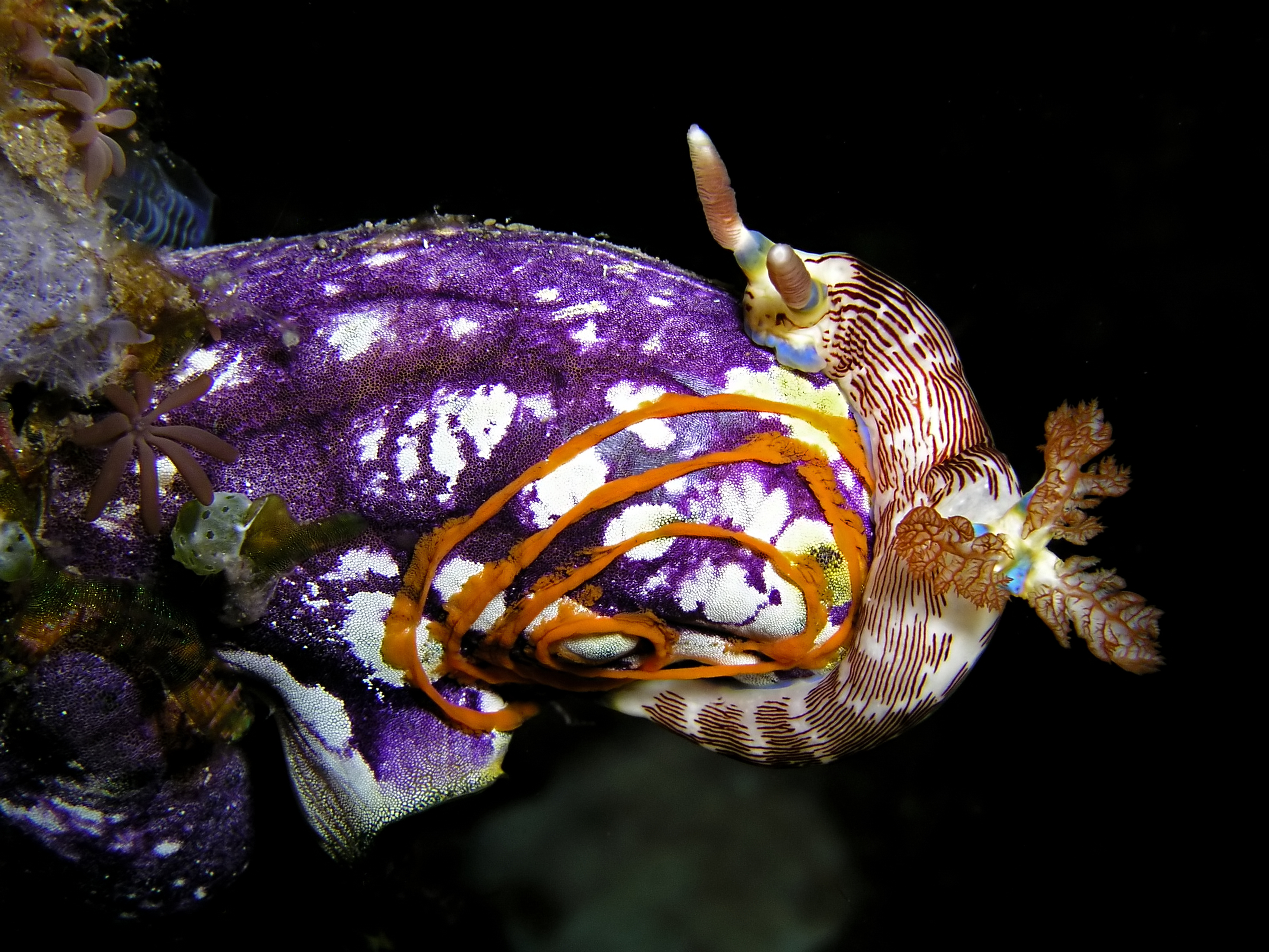
Nembrotha lineolata déposant ses œufs sur Polycarpa aurata.
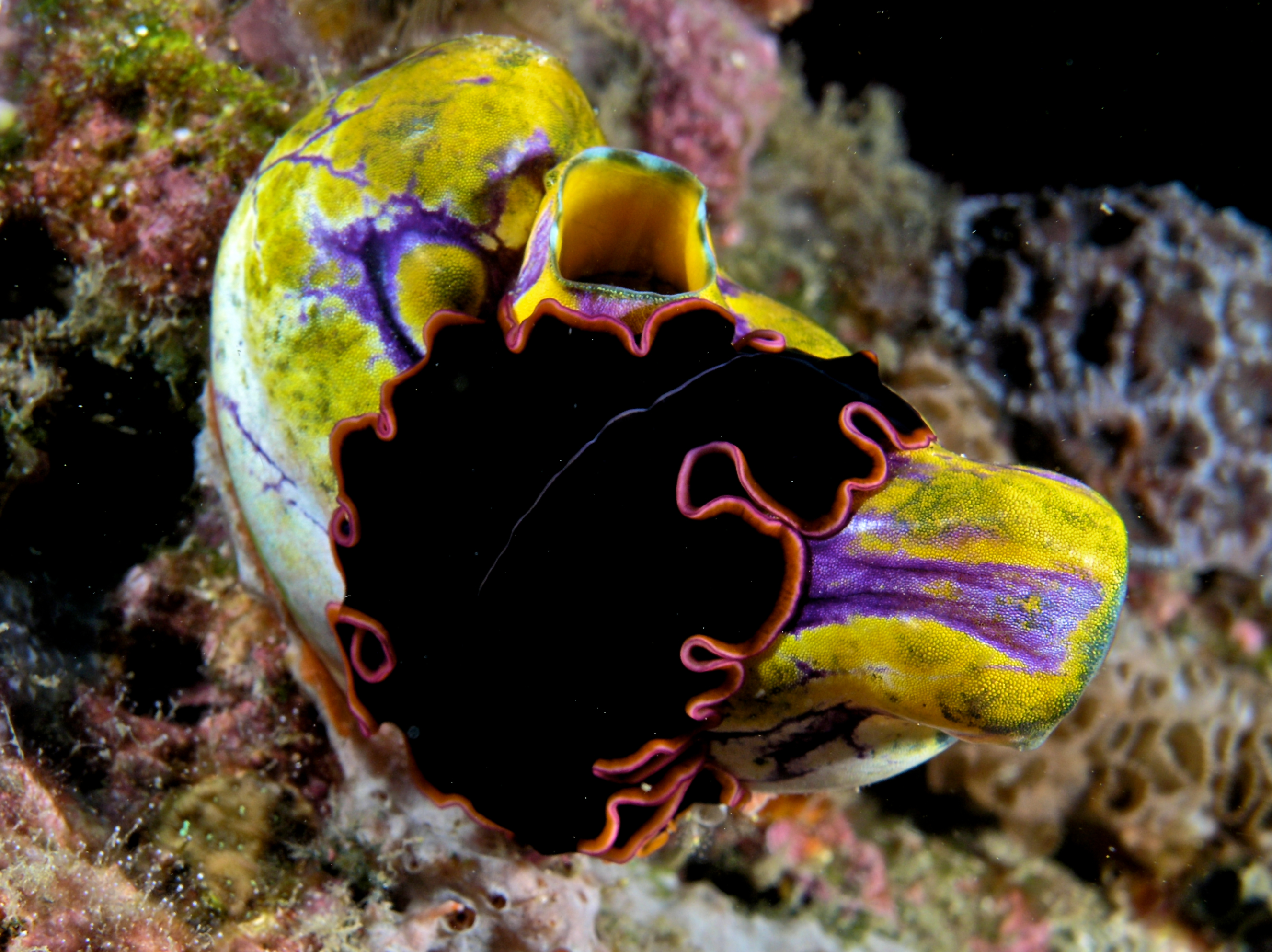
Pseudobiceros gloriosus sur Polycarpa aurata.

## Systématique
Ce taxon a été nommé et décrit par les zoologistes français Jean René Constant Quoy et Joseph Paul Gaimard en 1834 sous le protonyme Ascidia aurata.
Polycarpa aurata a pour synonymes :
- Ascidia aurata Quoy & Gaimard, 1834
- Pandocia aurata (Quoy & Gaimard, 1834)
- Pandocia botryllifera Michaelsen, 1912
- Pandocia pizoni Hartmeyer, 1909
- Polycarpa sulcata Herdman, 1881
- Styela aurata (Quoy & Gaimard, 1834)
- Styela pneumonodes Sluiter, 1895
- Styela psoloessa Sluiter, 1890

### Publication originale
- J. R. C. Quoy et J. P. Gaimard, « Voyage de la corvette l'Astrolabe : exécuté par ordre du roi, pendant les années 1826-1827-1828-1829, sous le commandement de M. J. Dumont d'Urville », Zoologie, France, vol. 3, no 2,‎ 1834, p. 367-954 (lire en ligne, consulté le 2 mai 2025).

### Espèces similaires
La similitude du tubercule dorsal avec celui de Polycarpa papillata est source de confusion entre les espèces d'autant plus que certains spécimen de Polycarpa papillata présentent une extrémité postérieure du corps ostensiblement renflée. Cependant, chez Polycarpa aurata, la zone d'adhésion au substrat, ou le point d'origine du pédoncule, se situe toujours le long de la bordure ventrale, de sorte que l'individu se trouve à l'horizontale avec le renflement arrondi de l'extrémité postérieure du corps projeté vers le haut, soulignant sa profonde concavité dorsale. Polycarpa papillata est généralement fixée par l'extrémité postérieure ou la commissure postéro-ventrale du corps. Ce n'est que chez les plus grands spécimens que le corps étroit, atténué et courbé, est orienté horizontalement et fixé par le pan postérieur de la surface ventrale. L'estomac volumineux en forme de poire avec ses plis très fins, les lobes anaux longs et aplatis, les polycarpes avec une seule rangée de follicules mâles endocarpes, sont aussi des caractères par lesquels Polycarpa papillata se distingue de Polycarpa aurata.
Cnemidocarpa pedata (Herdman, 1881) présente un corps également gonflé ce qui peut conduire à la confondre avec Polycarpa aurata. Cependant, chez cette dernière, les ovaires sont des structures tubulaires et bien qu'ils se ramifient et fusionnent dans la paroi du corps, les ouvertures gonoductales ne sont présentes qu'à leurs extrémités distales autour du siphon auriculaire.

## Polycarpa aurataet l'Homme
Polycarpa aurata est d'intérêt pour la recherche biomédicale,.